# Psara antillalis
Psara antillalis là một loài bướm đêm trong họ Crambidae.